# Museo de arte SOMA
El Museo de Arte SOMA es un museo ubicado en el Parque Olímpico de Seúl. El museo nació a partir del grupo de esculturas al aire libre que se creó cuando se inauguró el Parque Olímpico en 1988 con motivo de los Juegos Olímpicos celebrados en Corea del Sur. Se registró como museo de arte en 1998 y abrió sus puertas en 2004 bajo el nombre de Museo de Arte Olímpico de Seúl. Jo Seong-ryong y Xi'an Landscape Architects fueron los responsables de la arquitectura y el diseño del paisaje del museo. En 2006 pasó a llamarse SOMA, utilizando las iniciales del inglés Seoul Olympic Museum of Art.